# Grönländska
Grönländska (kalaallisut, grönländskt uttal: [kalaːɬːisʉt]) är ett eskimåisk-aleutiskt språk, och är det största språket på Grönland, med omkring 57 000 talare. Det är nära besläktat med inuitspråken i Kanada, såsom inuktitut. Det är ett polysyntetiskt språk, vilket innebär att många element som i andra språk utgörs av självständiga ord i stället fästs till huvudorden, där de alltså blir grammatiska morfem, och långa ord kan bildas genom sammanlänkning av ordstammar och suffix. 
Den största dialekten, kalaallisut eller västgrönländska, har varit det officiella språket på Grönland sedan juni 2009. Detta var en åtgärd av den grönländska regeringen för att stärka språket i konkurrensen med det koloniala språket danska. De andra dialekterna är östgrönländska (tunumiisut) och nordgrönländska (Thuledialekten inuktun eller polareskimåiska). 
När nya begrepp eller teknologier införlivas i grönländskan bildar man vanligen nya ord av grönländska ordstammar, men nutida grönländska har även lånat många ord från danska och engelska. Språket har skrivits med latinska alfabetet sedan den danska koloniseringen inleddes på 1700-talet. Den första ortografin utvecklades av Samuel Kleinschmidt 1851, men skilde sig redan mindre än hundra år efteråt avsevärt från talspråket på grund av ett antal ljudförändringar. En omfattande stavningsreform som genomfördes 1973 gjorde alfabetet lättare att lära och ledde till ökad grönländsk läskunnighet.
Substantiv böjs i åtta kasus och dessutom finns possessivformer. Verben böjs i åtta modus och efter subjektets och objektets numerus och person. Både substantiv och verb har komplex avledningsmorfologi. Den grundläggande ordföljden i transitiva satser är subjekt–objekt–verb. Bisatser bildas med hjälp av särskilda underordnade modus. En så kallad fjärde person-kategori möjliggör switch-reference mellan huvudsatser och bisatser med olika subjekt. Ett särdrag hos grönländskan är avsaknad av ett system med grammatiskt tempus, då temporala förhållanden vanligen uttrycks genom kontexten, genom användning av temporala partiklar som "i går" eller "nu" eller ibland med hjälp av avledningssuffix eller sammansättning av affix med aspektbetydelse med olika verbs semantiska aktionsart. Vissa lingvister har dock föreslagit att grönländska har obligatorisk futurummarkering av verb. En annan fråga är huruvida det förekommer inkorporering av substantiv, eller om de komplexa predikat som innefattar substantiviska ordstammar är bildade genom avledning.
Grönländskan är ett ergativspråk, vilket innebär att det behandlar (det vill säga kasus-märker) argumentet ("subjektet") till ett intransitivt verb på samma sätt som objektet till ett transitivt verb, men annorlunda än agenten ("subjektet") till ett transitivt verb.

## Historia
Grönländskan fördes till Grönland med Thulefolket på 1200-talet. Vilka språk som talades av de äldre Saqqaq- och Dorsetkulturerna på Grönland är okänt.
De första beskrivningarna av grönländskan kommer från 1600-talet. När danska missionärerna anlände i början av 1700-talet och den danska kolonialismen på Grönland inleddes, började man sammanställa ordböcker och beskriva grammatiken. Missionären Paul Egede skrev den första grönländska ordboken 1750, och den första grammatiken 1760.

Illustration 1: De olika inuitspråkens utbredning i Arktis.

Från den danska koloniseringen på 1700-talet tills det grönländska hemstyret infördes 1979 utsattes grönländskan för tilltagande tryck från danskan. På 1950-talet syftade Danmarks språkpolitik till att ersätta grönländska med danska. Särskild betydelse hade att högre utbildning och officiella funktioner sköttes på danska.
Från 1851 till 1973 skrevs grönländskan med en komplicerad stavning som utvecklats av missionären Samuel Kleinschmidt. 1973 infördes en ny stavning som syftade till att närma skriftspråket till talspråket, som hade förändrats avsevärt sedan Kleinschmidts tid. Reformen var effektiv och under de följande åren ökade läs- och skrivkunnigheten på grönländska.
En annan utveckling som stärkte grönländskan var den "grönlandiseringspolitik" som inleddes med att hemstyre infördes 1979. Denna politik har verkat för att vända den tidigare utvecklingen mot marginalisering av grönländskan genom att göra den till officiellt undervisningsspråk. Det faktum att grönländska har blivit det enda språk som används i grundskolan har lett till att enspråkigt danska föräldrar i dag har barn som är tvåspråkiga på danska och grönländska.
Före juni 2009 delade grönländskan ställningen som officiellt språk på Grönland med danskan. Sedan dess har grönländskan blivit det enda officiella språket. Detta har gjort grönländskan till ett unikt exempel på ett inhemskt amerikanskt språk som fungerar som enda officiella språk i ett självstyrande land, men språket bedöms fortfarande vara "sårbart" av Unescos röda bok över hotade språk. Grönland har en läskunnighetsgrad på 100 %.

## Klassificering
Kalaallisut och de andra grönländska dialekterna tillhör familjen eskimåisk-aleutiska språk och är nära besläktade med inuitspråken i Kanada och Alaska. Illustration 1 visar områdena för de olika inuitspråken, däribland de tre huvuddialekterna av grönländska.
| Svenska   | Kalaallisut | Inuktun  | Tunumiisut |
| --------- | ----------- | -------- | ---------- |
| människor | inuit       | inughuit | iivit      |

Det finns tre grönländska dialekter: nord-, väst- och östgrönländska. Västgrönländskan (kalaallisut) är den största och talas på den större delen av västkusten på Grönland. Skriftspråket bygger på den västgrönländska dialekten. Namnet kalaallisut används ofta som paraplybegrepp för all grönländska. Nordgrönländskan (inuktun) talas runt Qaanaaq och är en övergångsdialekt till inuktitut. Östgrönländskan (Tunumiit oraasiat), som talas i närheten av orterna Ammassalik och Scoresbysund, är den mest innovativa av de grönländska dialekterna. Den har assimilerat konsonantkluster och vokalföljder i större utsträckning än västgrönländska. Kalaallisut indelas i sin tur i fyra underdialekter. En som talas runt Upernavik har vissa likheter med östgrönländska, möjligen på grund av en tidigare utflyttning från östra Grönland. En annan dialekt talas i regionen Uummannaq och Diskobukten. Standardspråket baseras på den centrala kalaallisutdialekt som talas i Sisimiut i norr, runt Nuuk och så långt söderut som Maniitsoq. Sydlig kalaallisut talas runt Narsaq och Qaqortoq i söder. Tabell 1 visar skillnaderna i uttalet av ordet för "människor" i de tre huvuddialekterna. Det syns att inuktun är mest konservativ och tunumiisut mest innovativ.
Michael Fortescue, en specialist på både eskimåisk-aleutiska språk och tjuktji-kamtjatska språk, hävdar i boken Language Relations Across Bering Strait (1998) att det finns en länk mellan uraliska, jukagiriska, tjuktji-kamtjatska och eskimåisk-aleutiska språk. Han kallar denna föreslagna gruppering för uralo-sibiriska språk.

## Fonologi
Bokstäver mellan snedstreck // anger fonematisk transkription, bokstäver inom hakparentes [ ] anger fonetisk transkription och bokstäver inom vinkelparentes <> anger grönländsk standardstavning.

### Vokaler
Grönländskans trevokalsystem, som består av /i/, /u/ och /a/, är typiskt för ett eskimåisk-aleutiskt språk. Dubbla vokaler uttalas som två moror, så fonologiskt är de en vokalföljd och inte en lång vokal. De skrivs också som två vokaler. Den enda diftongen i språket är /ai/, som bara förekommer i slutet av ord. Före en uvular konsonant ([q] eller [ʁ]), realiseras /i/ allofoniskt som [e] eller [ɛ] och /u/ som [o] eller [ɔ]. Denna alternering visas i den moderna stavningen genom att /i/ och /u/ som ‹e› respektive ‹o› före uvularerna ‹q› och ‹r›. Till exempel:
/ui/ "make" uttalas /ui/.
/uiqarpuq/ "han/hon har en make" uttalas /ueqaʁpɔq/ och skrivs ‹ueqarpoq›.
/illu/ "hus" uttalas [iɬːu].
/illuqarpuq/ "han/hon har ett hus" uttalas /ɬːoqaʁpɔq/ och skrivs ‹illoqarpoq›.

### Konsonanter
Grönländskan har konsonanter på fyra artikulationsställen: labialer, alveolarer, palataler, velarer och uvularer. Den gör ingen fonematisk skillnad mellan tonande och tonlösa konsonanter, men skiljer klusiler från frikativor. Den urskiljer klusiler, frikativor och nasaler på de labiala, alveolara, velara och uvulara artikulationsställena. Den äldre palatala sibilanten [ʃ] har smält samman med [s] i alla utom ett fåtal dialekter. Den labiodentala frikativan [f] är bara kontrastiv i lånord. Den alveolara klusilen [t] uttalas som en affrikata [t͡s] före den höga främre vokalen /i/. Ofta skrivs danska lånord med danska bokstäver för tonande klusiler ⟨b d g⟩, till exempel ⟨baaja⟩ "öl" och ⟨Guuti⟩ "Gud", men dessa klusiler uttalas på grönländska exakt som /p t k/, alltså [paːja] och [kuːtˢi].
|            | Labial    | Alveolar               | Palatal   | Velar      | Uvular     |
| ---------- | --------- | ---------------------- | --------- | ---------- | ---------- |
| Klusiler   | /p/ - <p> | /t/ - <t>              |           | /k/ - <k>  | /q/ - <q>  |
| Frikativor | /v/ - <v> | /s/ - <s>              | (/ʃ/)     | /ɣ/ - <g>  | /ʁ/ - <r>  |
| Nasaler    | /m/ - <m> | /n/ - <n>              |           | /ŋ/ - <ng> | /ɴ/ - <rn> |
| Likvidor   |           | /l/ - <l> ~ [ɬ] - <ll> |           |            | /R/ - <r>  |
| Halvvokal  |           |                        | /j/ - <j> |            | /Ø/ - <ø>  |

### Fonologiska begränsningar
Stavelsen i kalaallisut är enkel. Tillåtna stavelser är (K)(V)V(K), där K är en konsonant och V är en vokal och VV är en dubbel vokal eller ett finalt /ai/. Inhemska ord kan bara börja på vokal eller  /p, t, k, q, s, m, n/. De kan bara sluta på vokal, /p, t, k, q/ eller, sällsynt, /n/. Konsonantkluster förekommer endast över stavelsegränser och genomgår regressiva assimilationer som omvandlar dem till geminator. Alla icke-nasala konsonanter i ett kluster är tonlösa.

### Prosodi
Grönländskans prosodi innehåller inte betoning som självständig kategori. I stället bestäms prosodin av ordton och längd. Intonationen influeras av stavelsetyngd: tunga stavelser uttalas på ett sätt som kan uppfattas som betoning. Tunga stavelser är bland andra stavelser med långa vokaler och stavelser före konsonantkluster. Den sista stavelsen betonas i ord med färre än fyra stavelser som saknar långa vokaler eller konsonantkluster. Tredje stavelsen från slutet betonas i ord med fler än fyra stavelser som alla är lätta. I ord med många tunga stavelser betraktas stavelser med långa vokaler som tyngre än stavelser före konsonantkluster.
Geminator uttalas som långa konsonanter, nästan exakt dubbelt så långa som en enkel konsonant.
Intonation i indikativsatser stiger vanligen på tredje stavelsen från slutet, faller på näst sista stavelsen och stiger på sista stavelsen. Intonationen i frågesatser stiger på näst sista och sjunker på sista stavelsen.

### Morfofonologi
Grönländskans fonologi urskiljer sig från de andra inuitspråken genom ett antal assimilationer. 
Grönländsk fonologi tillåter kluster, men inte kluster av två olika konsonanter såvida inte den första är /r/. Den första konsonanten i ett kluster assimileras alltid till den andra, vilket producerar en geminerad konsonant. Geminatan /tt/ uttalas [ts] och skrivs <ts>. Geminatan /ll/ uttalas [ɬː]. Geminatan /ɡɡ/ uttalas [çː]. Geminatan /ʁʁ/ uttalas [χː]. Geminatan /vv/ uttalas [fː] och skrivs <ff>. /v/ uttalas och skrivs också [f] efter /r/.
Dessa assimilationer innebär att ett de mest igenkännbara orden på inuktitut, iglu ("hus"), heter illu på grönländska, där konsonantklustret /ɡl/ i inuktitut assimileras till en tonlös lateral affrikata. Och själva ordet inuktitut blir översatt till kalaallisut inuttut. Den äldre grönländska diftongen /au/ har assimilerats till /aa/.
Konsonanten /v/ har försvunnit mellan /u/ och /i/ eller /a/. Detta betyder att affix som inleds med -va eller -vi har former utan [v] när de fogas till ordstammar som slutar på /u/.
Vokalen /i/ i modern grönländska är ett resultat av en historisk sammansmältning av de protoeskimåiskaleutiska vokalerna *i och *ɪ. Den fjärde vokalen fanns fortfarande kvar i äldre grönländska, som Hans Egede omvittnat. I modern västgrönländska kan skillnaden mellan de två ursprungliga vokalerna endast urskiljas morfofonologiskt i vissa kontexter. Den vokal som ursprungligen var *ɪ har varianten [a] när den föregår en annan vokal och försvinner ibland före vissa suffix.
Graden av assimilation av konsonantkluster är ett viktigt dialektalt drag som skiljer polareskimåiska,  inuktun, som fortfarande tillåter vissa ogeminerade konsonantkluster, från väst- och östgrönländska. Östgrönländska har skiftat några geminerade konsonanter, till exempel [ɬː] till [tː]. På tunumiisut är exempelvis namnet på staden Scoresbysund Ittoqqotoormiit vilket skulle bli Illoqqortoormiut på kalaallisut.

## Grammatik

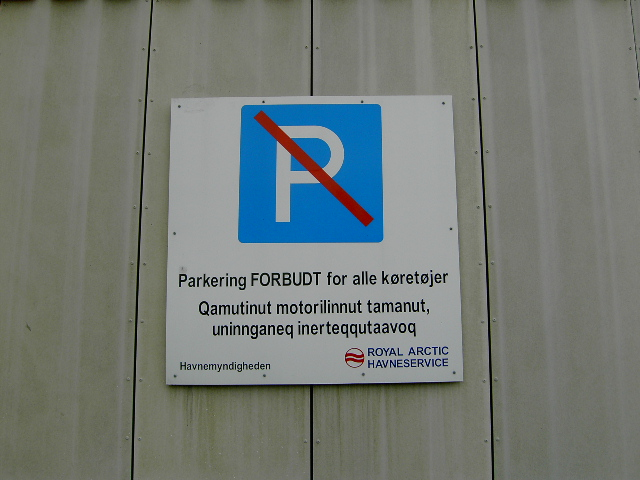
En tvåspråkig skylt i Nuuk som visar kontrasten mellan danska och grönländska. Texten betyder "parkering förbjuden för alla fordon".

Grönländskans morfologi är synnerligen syntetisk och uteslutande suffigerande, med undantag av ett enda mycket begränsat och fossiliserat demonstrativt prefix. Den skapar mycket långa ord genom att lägga till kedjor av suffix till en ordstam. I princip finns det ingen gräns för hur långt ett grönländskt ord kan bli, men i praktiken är ord med fler än ett halvdussin avledningssuffix inte så vanliga, och det genomsnittliga antalet morfem per ord är 3 till 5. Språket nyttjar omkring 318 böjningssuffix och mellan fyra och fem hundra avledningssuffix.
Det finns få sammansatta ord, men många avledda. Grammatiken tillämpar en blandning av huvudmarkering och dependentmarkering: både agens och patiens markeras på predikatet och ägare markeras på substantiv, och underordnade nominalfraser böjs efter kasus. Grönländska är ett ergativspråk.
Språket urskiljer fyra personer (1:a, 2:a, 3:e och 4:e eller 3:e reflexiv (se Obviation och switch-reference), två numerus (singular och plural; ingen dualis som i inuktitut), åtta modus (indikativ, participialis, imperativ, optativ, preteritum konjunktiv, futurum konjunktiv och habituell konjunktiv) och åtta kasus (absolutiv, ergativ, ekvativ, instrumentalis, lokativ, allativ, ablativ och prolativ). Verben böjs efter både subjekt och objekt. Possessiva nominalfraser böjs efter sin ägare, liksom efter kasus.
I detta avsnitt skrivs exemplen med grönländsk standardstavning förutom att morfemgränser anges med bindestreck.

### Syntax
Grönländskan urskiljer tre öppna ordklasser: substantiv, verb och partiklar. Verben böjs efter subjektets och objektets person och numerus samt efter modus. Substantiven böjs i possessiv och kasus. Partiklar böjs inte.
Verb:
Oqar-poq "han säger"
säga-3p/IND
Substantiv:
Angut  "En man"
man.ABS
Partikel:
Naamik "Nej"
Nej
Verbet är det enda ord som krävs för att bilda en mening. Eftersom verb böjs i numerus och person för både subjekt och objekt är verbet i själva verket en sats i sig själv. Därför är satser där alla deltagare uttrycks som fristående nominalfraser ganska ovanliga. Följande exempel visar möjligheterna att utelämna dessa verbargument:
Intransitiv sats utan subjektsfras:
Sini-ppoq "Han/Hon sover"
sova-3p/IND
Intransitiv sats med subjektsfras:
Angut sinippoq "mannen sover"
man.ABS sova-3p/IND
Transitiv sats utan utsatta argument:
Asa-vaa "Hon/Han älskar honom/henne/den/det"
älska-3p/3p
Transitiv sats med nominalfras som agens:
Angut-ip asa-vaa "mannen älskar honom/henne/den/det"
man-ERG älska-3p/3p
Transitiv sats med nominalfras som patiens:
Arnaq asa-vaa "Han/hon älskar kvinnan"
kvinna.ABS älska-3p/3p

#### Satsstruktur
Grönländskan använder kasus för att uttrycka grammatiska relationer mellan deltagare i en mening. Substantiv böjs i ett av två kärnkasus eller ett av sex oblika kasus.
Grönländska är ett ergativspråk. Det betyder att i stället för att behandla de grammatiska relationerna som i de flesta europeiska språk där grammatiska subjekt markeras med nominativ och objekt med ackusativ, definieras de grammatiska rollerna annorlunda. I grönländskan används ergativ för agens till transitiva verb och för ägare. Absolutiv används för patiens till transitiva verb och subjekt till intransitiva verb. Forskning om den grönländska som används av den yngre generationen har visat att användning av ergativkonstruktionen kan vara på väg att försvinna, så att språket blir ett ackusativt språk.
Intransitiv:
Anda sini-ppoq "Anda sover"
Anda.ABS sova-3p/IND
Transitiv med agens och objekt:
Anda-p nanoq taku-aa "Anda ser en björn"
Anda.ERG björn-ABS se-3p/3p

#### Ordföljd
I transitiva satser där både objekt och subjekt uttrycks som fria nominalfraser är den grundläggande pragmatiskt neutrala ordföljden AOXV / SXV, där X är en nominalfras i ett av de oblika kasusen. Denna ordning är dock ganska fri. Tematiska nominalfraser kommer i början av en sats medan ny eller betonad information i allmänhet kommer sist. Detta är vanligen verbet, men det kan också vara ett fokalt subjekt eller objekt. I talspråket kan även "efterklokhet" eller klargörande följa verbet, vanligtvis i lägre tonhöjd.
Å andra sidan kännetecknas nominalfrasen av en strikt ordning där frasens huvudord föregår alla bestämningar och ägaren föregår det ägda.
I kopulasatser är ordningen vanligen subjekt-kopula-predikatsfyllnad. 
Andap tujuuluk pisiaraa "Anda köpte tröjan"
Anda tröja köpte
A O         V
Attribut kommer efter sitt huvudord. 
Andap tujuuluk tungujortoq pisiaraa "Anda köpte den blå tröjan"
Anda tröja blå köpte
A O       X V
Ett attribut till ett inkorporerat substantiv kommer efter verbet:
Anda sanasuuvoq pikkorissoq "Anda är en skicklig snickare"
Anda snickare.ÄR skicklig
S V           APP

#### Samordning och underordning
Syntaktisk samordning och underordning utförs genom att man kombinerar predikat i överordnade modus (indikativ, interrogativ, imperativ, optativ) med predikat i underordnade modus (konditionalis, kausativ, kontemporativ och participialis). Kontemporativen har både samordnande och underordnande funktioner beroende på kontext. Huvudsatsens och bisatsernas ordning är relativt fri och beror mestadels på pragmatiska övervägningar.

#### Obviation och switch-reference
Grönländskans pronominalsystem innehåller en distinktion som kallas obviation eller switch-reference. Det finns en särskild så kallad fjärde person som används för att ange ett subjekt i tredje person till ett underordnat verb eller ägaren av ett substantiv som är koreferent med tredjepersonsubjektet i huvudsatsen. Nedan visas exempel på skillnaden mellan tredje och fjärde person:
illu-a taku-aa "han såg hans hus"
hus-3POSS se-3p/3p
illu-ni taku-aa "han såg sitt hus"
hus-4POSS se-3p/3p
Ole oqar-poq tillu-kkiga "Ole sade att jag hade slagit honom (den andre mannen)"
Ole säga-3p slå-I/3p
Ole oqar-poq tillu-kkini "Ole sade att jag hade slagit honom (Ole)"
Ole säga-3p slå-I/4p
Eva iser-uni sini-ssaa-q "När Eva kommer in kommer hon att sova"
Eva komma.in-4p sova-förvänta-3p
Eva iser-pat sini-ssaa-q När Eva kommer in kommer hon/han att sova (någon annan).
Eva komma.in-3p sova-förvänta-3p

#### Obestämdhetskonstruktion
Det finns ingen kategori bestämdhet på grönländska, så informationen om deltagarna redan är kända för lyssnaren eller nya i utsagan kodas på andra sätt. Enligt några författare förmedlar morfologi knuten till transitivitet såsom användning av den konstruktion som ibland kallas antipassiv eller intransitivt objekt sådan betydelse, tillsammans med strategier för substantivinkorporering av icke-tematiska nominalfraser. Denna uppfattning är dock kontroversiell.
Aktiv:
Piitap arfeq takuaa "Peter såg valen"
Peter-ERG val se
Antipassivt/intransitivt objekt:
Piitaq arfermik takuvoq "Peter såg (en) val"
Peter-ABS val-INSTR se

### Verb
De grönländska verbens morfologi är ytterst komplex. De två huvudprocesserna är böjning och avledning. Böjningsmorfologin omfattar processerna obligatorisk böjning i modus, person och diates (tempus/aspekt är inte en böjningskategori på grönländska). Avledningsmorfologin modifierar verbens betydelser på ett sätt som liknar det som uttrycks med adverb i exempelvis svenskan. Det finns hundratals sådana avledningssuffix. Många av dessa suffix är så semantiskt framträdande att de ofta kallas postbas i stället för suffix, särskilt i den amerikanska traditionen av eskimåisk grammatik. Sådana semantiskt "tunga" suffix kan uttrycka begrepp såsom "att ha", "att vara", "att säga" eller "att tänka". Det grönländska verbet består av en ordstam + avledningssuffix/postbaser + böjningssuffix. Tempus och aspekt markeras med valfria suffix som förekommer mellan avledningssuffixen och böjningssuffixen.

#### Böjning
Grönländska verb kongruerar med agens och patiens och böjs dessutom i modus och diates. Det finns åtta modus, av vilka fyra används i huvudsatser och fyra i bisatser. De fyra huvudsatsmodusen är indikativ, interrogativ, imperativ och optativ. De fyra bisatsmodusen är kausativ, konditionalis, kontemporativ och participialis. Verbrötter kan ha transitiva, intransitiva eller negativa böjningar, så att alla åtta modussuffix har dessa tre former. Böjningssystemet kompliceras ytterligare av det faktum att transitiva suffix kodar in både agens och patiens i ett enda morfem, så att det krävs upp till 48 olika suffix för att täcka alla möjliga kombinationer av agens och patiens för varenda en av de åtta transitiva böjningsmönstren. Eftersom några modus inte har former för alla personer (imperativ finns bara i 2:a person, optativ bara i 1:a och 3:e person, participialis har ingen 4:e person och kontemporativ har ingen 3:e person), uppgår det totala antalet böjningssuffix för verb till omkring 318.

##### Indikativ och interrogativ
| indikativ                      | interrogativ                   |
| ------------------------------ | ------------------------------ |
| nerivunga "Jag äter"           | nerivunga? "Äter jag?"         |
| nerivutit "Du äter"            | nerivit? "Äter du?"            |
| nerivoq "Han/hon/den/det äter" | neriva "Äter han/hon/den/det?" |
| nerivugut "Vi äter"            | nerivugut? "Äter vi?"          |
| nerivusi "Ni äter"             | nerivisi? "Äter ni?"           |
| neripput "De äter"             | nerippat? "Äter de?"           |

Indikativ används i alla förklarande huvudsatser. Interrogativ används för att ställa frågor. Frågor med frågepartikeln immaqa "kanske" kan inte ha interrogativ.
napparsima-vit? "Är du sjuk?" (interrogativ)
vara.sjuk-DU/INTERR
naamik, napparsima-nngila-nga. "Nej, jag är inte sjuk" (indikativ)
nej, vara.sjuk-NEG-I/IND
Tabell 5 visar den intransitiva böjningen för patiensperson och numerus av verbet neri- "att äta" i modusen indikativ och interrogativ (frågetecken markerar frågeintonation — frågor har fallande intonation på sista stavelsen till skillnad från i de flesta indoeuropeiska språk där frågor markeras med stigande intonation). Indikativ och interrogativ har var sin transitiv och intransitiv böjning, men här ges bara den intransitiva böjningen. Det förefaller som stadieväxling liknande den i finskan förekommer i verbböjningen (med förstärkning till pp i 3:e person plural och försvagning till v på övriga ställen). Böjningarna liknar dock inte annars finskan, vars verbböjningar är mer lika dem i indoeuropeiska språk. 
Tabell 6 visar den transitiva indikativböjningen för person och numerus av verbet asa- "att älska" (en asterisk betyder att denna form inte förekommer som sådan utan skulle behöva använda en annan reflexiv böjning).
| Subjekt i första person                  | Subjekt i andra person                  | Subjekt i tredje person                             |
| ---------------------------------------- | --------------------------------------- | --------------------------------------------------- |
| *                                        | asavarma "Du älskar mig"                | asavaanga "Han/hon/den/det älskar mig"              |
| asavakkit "Jag älskar dig"               | *                                       | asavaatit "Han/hon/den/det älskar dig"              |
| asavara "Jag älskar honom/henne/den/det" | asavat" "Du älskar honom/henne/den/det" | asavaa "Han/hon/den/det älskar honom/henne/den/det" |
| *                                        | asavatsigut "Du älskar oss"             | asavaatigut "Han/hon/den/det älskar oss"            |
| asavassi "Jag älskar er"                 | *                                       | asavaasi "Han/hon/den/det älskar er"                |
| asavakka "Jag älskar dem"                | asavatit "Du älskar dem"                | asavai "Han/hon/den/det älskar dem"                 |

##### Imperativ och optativ
Imperativ används för befallningar. Det kombineras alltid med andra person. Optativ används för att uttrycka önskningar eller uppmaningar och används aldrig i andra person. Det finns en negativ imperativform som används för att uttrycka förbud. Den kombineras alltid med andra person. Både optativ och imperativ har transitiva och intransitiva böjningsmönster. Det finns två böjningsmönster för transitiva positiva imperativ: ett standardmönster, och ett som uppfattas som oförskämt och vanligen används när man talar till barn.
sini-git! "Sov!"
sova-IMP
sini-llanga "Låt mig sova!"
sova-1p.OPT
sini-nnak! "Sov inte!"
sova-NEG.IMP

##### Konditionalis
Konditionalis används för att bilda bisatser med betydelsen "om" eller "när".
seqinner-pat Eva ani-ssaa-q "Om solen skiner, kommer Eva att gå ut"
Solsken-KOND Eva gå.ut-förvänta/3p

##### Kausativ
Kausativ används för att bilda bisatser med betydelsen "eftersom" eller "då"; den används också ibland med betydelsen "att". Kausativen används också i huvudsatser för att implicera någon underliggande orsak.
qasu-gami innar-poq "Han gick och lade sig eftersom han var trött"
vara.trött-KAU/3p gå.och.lägga.sig-3p
matta-ttor-ama "Jag har ätit späck (det är därför jag inte är hungrig)"
späck-äta-KAU/JAG
ani-guit eqqaama-ssa-vat teriannia-qar-mat "Om du går ut, kom ihåg att det finns rävar"
gå.ut-KOND/DU minnas-fut-IMP räv-är-KAUS

##### Kontemporativ
Kontemporativ används för att bilda bisatser med betydelsen samtidighet. Det används endast om subjektet i bisatsen är identiskt med subjektet i huvudsatsen. Om de är olika används participialis eller kausativ. Kontemporativ kan också användas för att bilda objektsatser till verb för talande eller tänkande.
qasu-llunga angerlar-punga "Då jag var trött, gick jag hem"
vara.trött-KONT/jag gå.hem-jag
98-inik ukio-qar-luni toqu-voq "Han/hon var 98 år när han/hon dog"
98-INSTR/PL år-ha-KONT/3p dö-3p
Eva oqar-poq kami-it akiler-lugit "Eva sade att hon hade betalat för stövlarna"
Eva säga-3p stövel-PL betala-KONT/3p

##### Participialis
Participialis används för att bilda en bisats som beskriver dess subjekt när det utför en handling. Det används när huvudsatsen och bisatsen har olika subjekt. Det används ofta i appositionsfraser såsom relativsatser.
atuar-toq taku-ara "Jag såg henne läsa/Jag såg att hon läste"
läsa-PART/3p se-I/3p
neriu-ppunga tiki-ssa-soq "Jag hoppas att han kommer/Jag hoppas att han ska komma"
hoppas-jag komma-förvänta-PART/3p

#### Avledning
Avledningen av verb är extremt produktiv, och grönländskan använder många hundra avledningssuffix. Ofta används fler än ett avledningssuffix på ett enda verb, vilket orsakar mycket långa ord. Nedan ges några exempel på hur avledningssuffix kan ändra verbens betydelse.
-katap- "vara trött på"
taku-katap-para "jag är trött på att se det/den/honom/henne"
se-trött.på-JAG/3p
-ler- "börja/vara på väg att"
neri-ler-pugut "Vi ska just äta"
äta-börja-VI
-llaqqip- "vara bra på"
erinar-su-llaqqip-poq "Han/hon är bra på att sjunga"
sing-HAB-skickligt-3p
-niar- "planerar att/vill"
aallar-niar-poq "Han/hon planerar att resa"
resa-planera-3p
angerlar-niar-aluar-punga "Jag planerade att gå hem dock"
gå.hem-planera-dock-JAG
-ngajappoq- "nästan"
sini-ngajap-punga "Jag hade nästan somnat"
sova-nästan-JAG
-nikuu-nngila- "har aldrig"
taku-nikuu-nngila-ra "Jag har aldrig sett det"
se-aldrig-NEG-JAG/3p
-nnitsoor- "inte ändå"
tiki-nngitsoor-poq "Han/hon har inte kommit ändå"
anlända-inte.ändå-3p

#### Tidsreferens och aspekt
Grönländskans grammatik har morfologiska sätt att markera en distinktion mellan till exempel nyligen förfluten tid och avlägsen förfluten tid, men användningen av dessa är inte obligatorisk och de bör därför snarare förstås som delar av grönländskans omfattande avledningssystem än som en uppsättning tempusmärken. Bestämt avstånd i tid uttrycks med tidsadverb i stället för med böjningsformer:
toqo-riikatap-poq "Han/hon dog för länge sedan"
dö-länge.sedan-3p/IND
nere-qqammer-punga "Jag åt nyligen"
äta-nyligen-JAG/IND
ippassaq Piitaq arpap-poq "I går sprang Peter."
igår Peter-ABS springa-3p/IND
Allt annat lika och i avsaknad av uttryckliga adverbial tolkas indikativ som fullbordad eller ofullbordad beroende på verbets aktionsart.
Piitaq arpap-poq "Peter springer"
Peter-ABS springa-3p/IND
Piitaq ani-voq "Peter hade gått ut"
Peter-ABS gå.ut-3p/IND
Men om en sats som innehåller en atelisk verbfras är inbäddad i en kontext av förfluten tid tolkas den som dåtid.
Grönländska har flera sätt att uttrycka betydelser med anknytning till aspekt och aktionsart genom avledningar, till exempel sar som uttrycker “vanemässighet” och ssaar som uttrycker “sluta att”. Förutom dessa finns minst två viktiga perfektmärken sima och nikuu. sima kan förekomma i flera positioner med uppenbart olika funktion. Positionen längst till höger anger evidentialitet, men detta kan bara avgöras om ett antal suffix är närvarande. 
tiki(t)-nikuu-sima-voq "Tydligen hade hon anlänt"
anlända-NIKUU-SIMA-3p/INT
Hos ateliska verb finns en regelbunden kontrast mellan indirekt evidentialitet som markeras med sima och bevittnad evidentialitet som markeras med nikuu. På grund av dess evidentiella betydelse är kombinationen av första person och sima ibland markerad.
qia-sima-voq "Han/hon grät (hans/hennes ögon är svullna)"
gråta-SIMA-3p/IND
qia-nikuu-voq "Han/hon grät (jag var där)"
gråta-NIKUU-3p/IND
I skriftspråket och mer nyligen även i talspråket särskilt hos yngre talare kan sima och nikuu användas tillsammans med adverbial som syftar på en viss tid i det förflutna. De kan alltså sägas markera tidsreferens, men ännu inte systematiskt. 
Precis som grönländskan inte systematiskt markerar förfluten tid har språket inte heller något futurumtempus. I stället används tre olika strategier för uttrycka framtidsbetydelse:
- suffix som anger kognitiva tillstånd som visar en attityd om kommande handlingar.

till exempel Ilimaga-ara aasaq manna Dudley qujanar-tor-si-ffigi-ssa-llugu "Jag förväntar mig att få roligt från Dudley denna sommar."
förvänta-JAG/3p/IND sommar denna Dudley vara.rolig-cn-få.från-förvänta-KONTEMPORATIV/3p
- inkoativa suffix som skapar teliska handlingar som då kan förstås som att redan ha inletts på grund av indikativen.

till exempel Aggiuti-ler-para "Jag har börjat ta med honom/henne/den/det."
ta.med-börja-JAG/3p/IND
- modus som markerar talhandlingen som en begäran eller önskan.[73]

till exempel Qimmi-t nirukkar-niar-nigik "Låt oss utfodra hundarna, okej?"
hund-PL utfodra-vänligen-vi/dem/IMP
Vissa experter har hävdat att grönländska har en grundläggande temporal åtskillnad mellan framtid och icke-framtid.

#### Substantivinkorporering
Det är även omdiskuterat i den språkvetenskapliga litteraturen huruvida grönländskan har substantivinkorporering. Detta beror på att grönländskan inte tillåter den typ av inkorporering som är vanlig i många språk där en substantivstam kan inkorporeras i nästan vilket verb som helst och bilda ett verb med ny betydelse. Å andra sidan bildar grönländskan ofta verb som innefattar substantivstammar. Frågan blir då om dessa verbbildningar ska analyseras som inkorporering eller som avledning av verb från substantiv. Grönländskan har ett antal morfem som kräver en substantivstam som värd och som bildar sammansatta verb som till sin betydelse nära motsvarar vad som ofta ses i språk som har erkänd substantivinkorporering. Lingvister som föreslår att grönländskan verkligen har inkorporering hävdar att dessa morfem i själva verket är verbstammar som obligatoriskt måste inkorporera substantiv för att bilda grammatiska satser. Detta argument stöds av det faktum att många av avledningsmorfemen som bildar verb från substantiv fungerar nästan identiskt med erkänd substantivinkorporering. De tillåter bildning av ord med ett semantiskt innehåll som motsvarar en hel svensk sats med verb, subjekt och objekt. Ett annat argument är att de morfem som används för att bilda avledda verb kommer från historiska substantivinkorporeringskonstruktioner som har fossiliserats. Andra lingvister menar att morfemen i fråga bara är avledningsmorfem. Detta argument stöds av det faktum att morfemen inte kan förekomma utan att sättas på ett nominalt element. Exemplen nedan illustrerar hur grönländskan bildar sammansatta verb som innehåller nominala ordstammar.
qimmeq "hund" + -qar- "ha" (+ -poq "3p")
qimme-qar-poq "Han/hon har en hund"
illu "hus" + -'lior- "göra"
illu-lior-poq "Han/hon bygger ett hus"
kaffi "kaffe" + -sor- "dricka/äta"
kaffi-sor-poq "Han/hon dricker kaffe"
puisi "säl" + -nniar- "jaga"
puisi-nniar-poq "Han/hon jagar säl"
allagaq "brev" + -si- "mottaga"
allagar-si-voq "Han/hon har mottagit ett brev"
anaana "mor" + -a- "att vara"
anaana-a-voq "Hon är mor"

### Substantiv
Substantiven har obligatorisk kasus- och numerusböjning och valfri böjning efter ägarens numerus och person. Singular och plural urskiljs och 8 kasus används: absolutiv, ergativ, instrumentalis, allativ, lokativ, ablativ, prosekutiv (även kallad vialis eller prolativ) och ekvativ. Kasus och numerus markeras med ett enda suffix. Substantiv kan avledas från verb eller från andra substantiv genom ett antal suffix. Till exempel atuar- "att läsa" + -fik "plats" blir atuarfik "skola" och atuarfik + -tsialak "någonting bra" blir atuarfitsialak "bra skola". 
Det faktum att de possessiva kongruenssuffixen på substantiv och de transitiva kongruenssuffixen på verb i ett antal fall har liknande eller identiska former har till och med lett till teorin att grönländskan har en distinktion mellan transitiva och intransitiva substantiv, parallellt med samma distinktion hos verben.

#### Kasus
De två grammatiska kärnkasusen ergativ och absolutiv används för att uttrycka deltagande nominalfrasers grammatiska och syntaktiska roller. Det oblika kasuset uttrycker information med anknytning till rörelse och sätt. 
| kasus          | singular    | plural |
| -------------- | ----------- | ------ |
| absolutiv      | -q/-t/-k/-Ø | -(i)t  |
| ergativ        | -(u)p       | -(i)t  |
| instrumentalis | -mik        | -nik   |
| allativ        | -mut        | -nut   |
| lokativ        | -mi         | -ni    |
| ablativ        | -mit        | -nit   |
| prosekutiv     | -kkut       | -tigut |
| ekvativ        | -tut        | -tut   |

angu-t neri-voq "Mannen äter"
man-ABS äta-3p
angu-tip puisi neri-vaa "Mannen äter sälen"
man-ERG säl-ABS äta-3p/3p
Instrumentalis är ett mångsidigt kasus. Det används för det redskap med vilket en handling utförs, för oblika objekt till intransitiva verb (även kallade antipassiva verb) och för indirekta objekt till transitiva verb.
nano-q savim-mi-nik kapi-vaa "Han/hon högg björnen med sin kniv"
isbjörn-ABS kniv-sin-INSTR hugga-3p/3p
kaffimik tor-tar-poq "Han/hon dricker vanligtvis kaffe"
kaffe-INSTR dricka-vanligtvis-3p
Piitaq savim-mik tuni-vara "jag gav Peter en kniv"
Peter-ABS kniv-INSTR ge-jag/3p
Den används också för att uttrycka betydelsen "ge mig" och för att bilda adverb av substantiv:
imer-mik! "(ge mig) vatten"
vatten-INSTR
sivisuu-mik sinip-poq "Han/hon sov sent"
sen-INSTR sova-3p
Allativ beskriver rörelse i riktning mot något.
illu-mut "mot huset"
Den används även med räkneord och frågeordet qassit för att uttrycka klockslag, och i betydelsen "mängd per enhet":
qassi-nut? – pingasu-nut. "När?" – "Klockan tre"
när-ALL tre-ALL
kiilu-mut tivi krone-qar-poq "Det kostar 20 kronor per kilo"
kilo-ALL tjugo krona-ha-3p
Lokativ beskriver läge i rummet:
illu-mi "i huset"
Ablativ beskriver rörelse bort från något eller källan till något:
Rasmussi-mit allagarsi-voq "Han fick ett brev från Rasmus"
Rasmus-ABL mottaga.brev-3p
tuttu-mit nassuk "horn från en ren"
ren-ABL horn
Prosekutiv beskriver rörelse genom något samt skrivmedel eller en plats på kroppen. Den används också för att beskriva en grupp människor såsom en familj som tillhörande substantivet.
matu-kkut iser-poq "Han/hon gick in genom dörren"
dörr-PROS gå.in-3p
su-kkut tillup-paatit? "Var (på kroppen) slog han/hon dig?"
var-PROS slå-3p/DIG
palasi-kkut "prästen och hans familj"
präst-PROS
Ekvativ beskriver likhet i sätt eller egenskap. Den används också för att bilda språknamn från substantiv för nationaliteter, alltså "som en person av nationaliteten x [talar]".
nakorsatut suli-sar-poq "han arbetar som doktor"
doktor-EKV arbeta-HAB-3p
Qallunaa-tut "danska språket (som en dansk)"
dansk-EKV

#### Possessiv
| Ägare          | Singular                  | Plural                  |
| -------------- | ------------------------- | ----------------------- |
| 1:a person sg. | illora "mitt hus"         | illukka "mina hus"      |
| 2:a person sg. | illut "ditt hus"          | illutit "dina hus"      |
| 3:e person sg. | illua "hans hus"          | illui' "hans hus" (pl.) |
| 4:e person sg. | illuni "sitt hus"         | illuni "sina hus"       |
| 1:a person pl. | illorput "vårt hus"       | illuvut "våra hus"      |
| 2:a person pl. | illorsi "ert hus"         | illusi "era hus"        |
| 3:e person pl. | illuat "deras hus"        | illui "deras hus" (pl.) |
| 4:e person pl. | illortik "sitt (pl.) hus" | illutik "sina hus"      |

På grönländska markeras ägande på substantivet som kongruerar med ägarens person och numerus. Ägaren står i ergativ. Det finns olika possessivböjningar för alla olika kasus. Tabell 4 ger possessivböjningen för absolutiv av illu "hus". Nedan ges exempel på användning av possessivböjningen, användning av ergativ för ägare och användning av ägare i fjärde person.
Anda-p illu-a "Andas hus"
Anda-ERG hus-3p/POSS
Anda-p illu-ni taku-aa "Anda ser sitt hus"
Anda-ERG hus-4p/POSS se-3p/3p
Anda-p illu-a taku-aa "Anda ser hans hus"
Anda-ERG hus-3p/POSS se-3p/3p

## Ordförråd

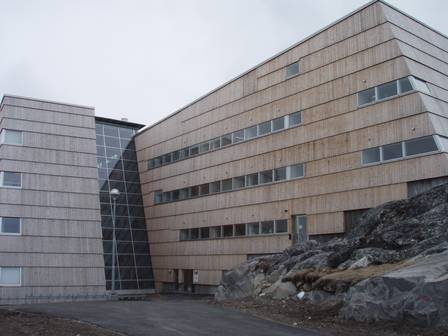
Grönländskans stavning och ordförråd övervakas av Oqaasileriffik, det grönländska språksekretariatet, som ligger på universitetscampuset Ilimmarfik i Nuuk.

Grönländskans ordförråd är mestadels arvord från protoeskimåiskaleutiska, men det har också upptagit ett stort antal lån från andra språk, särskilt från danska. Tidiga danska lånord har ofta assimilerats till det grönländska fonologiska systemet, exempelvis är det grönländska ordet palasi "präst" ett lån från danska "præst". Men eftersom grönländskan har en enorm potential för att avleda nya ord från befintliga ordstammar, har många moderna begrepp grönländska namn som har uppfunnits snarare än inlånats, till exempel qarasaasiaq "dator" som bokstavligen betyder "konstgjord hjärna". Denna potential för komplexa avledningar betyder också att det grönländska ordförrådet är byggt på mycket få ordstammar som tillsammans med affix bildar stora grupper av ord. Exempelvis används ordstammen för "tunga" oqaq för att avleda följande ord:
- oqarpoq 	        'säger'
- oqaaseq 	        'ord'
- oqaluppoq 	        'talar'
- oqaasilerisoq  	'lingvist'
- oqaasilerissutit 	'grammatik'
- oqaluttualiortoq 	'författare'
- oqaasipiluuppaa 	'harangerar honom'
- oqaloqatigiinneq   'samtal'
- oqaatiginerluppaa 	'talar illa om honom'

Det finns ofta betydande skillnader i ordförråd mellan olika dialekter. Det beror på den tidigare sedvänjan att införa tabu på ord som hade fungerat som namn för en avliden person. Eftersom människor ofta fick namn efter vardagsföremål, har många av dessa bytt namn flera gånger på grund av taburegler, vilket har gjort att dialekternas ordförråd har skilt sig ytterligare från varandra.
Namnet på klädesplagget anorak kommer från grönländskan.

## Ortografi
Till skillnad från de flesta eskimåisk-aleutiska språken i Kanada skrivs grönländska med latinska alfabetet och inte med inuitisk stavelseskrift.

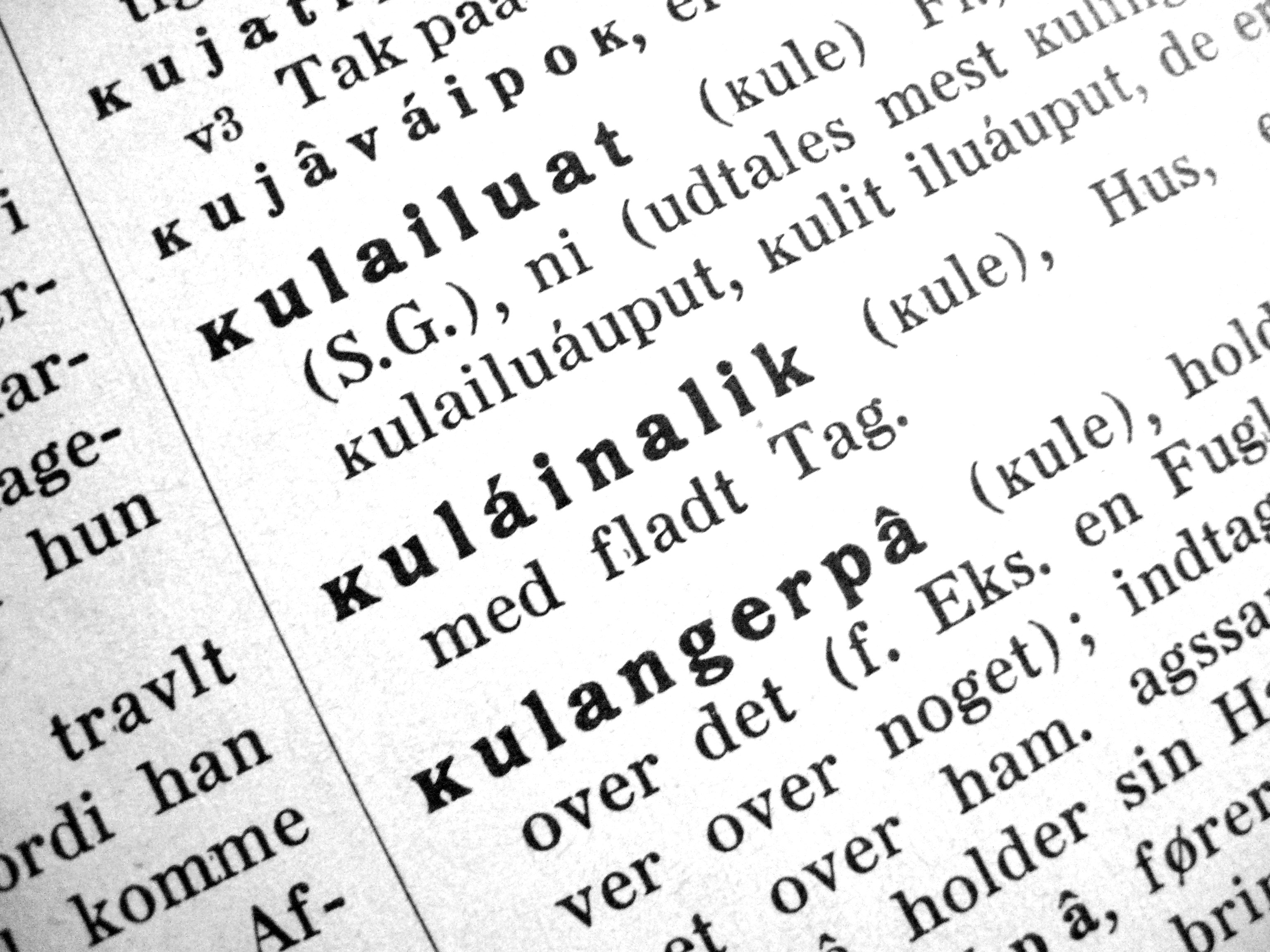
ĸ i en grönländsk-dansk ordbok från 1926

Från 1851 till 1973 skrevs grönländska med den ortografi som uppfanns av Samuel Kleinschmidt. Denna ortografi använde det speciella tecknet kra (Κʻ / ĸ) som ersattes av q i stavningsreformen 1973. I Kleinschmidts ortografi angavs långa vokaler och geminerade konsonanter med diakritiska tecken på vokalerna (när det gällde geminerade konsonanter placerades de diakritiska tecknen på vokalen före den konsonant som geminerades). Exempelvis stavades namnet Kalaallit Nunaat Kalâdlit Nunât. Detta system använder akut accent (´) för att ange dubbla konsonanter: (till exempel á, í, ú modern stavning: a(kk), i(kk), u(kk)), tilde ( ˜ ) eller grav accent ( ` ), beroende på författare, anger geminering av följande konsonant (till exempel ãt, ĩt, ũt eller àt, ìt, ùt, modern stavning: aatt, iitt, uutt), medan circumflex ( ˆ ) anger lång vokal. (till exempel ât/ît/ût, modern stavning: aat, iit, uut). Bokstäverna ê och ô, som bara användes före r och q, skrivs numera er/eq och or/oq. Ortografin för nunatsiavummiutut, som talas i Nunatsiavut i nordöstra Labrador, härstammar från det gamla grönländska systemet.
Kleinschmidts stavning fokuserade på morfologi: samma avledningsaffix kunde skrivas på samma sätt i olika kontexter, trots att det uttalas olika i olika kontexter. Stavningsreformen 1973 ersatte detta med ett fonologiskt system: Här fanns en tydlig länk från skriftlig form till uttal, och samma suffix skrivs nu på olika sätt i olika kontexter. Skillnaderna beror på fonologiska förändringar. Det är därför enkelt att gå från den gamla stavningen till den nya (jämför den webbaserade omvandlaren), medan det skulle krävas en full lexikalisk analys för att gå i andra riktningen. 
Grönländskans alfabet är: A E F G I J K L M N O P Q R S T U V. För att stava lånord från andra språk, särskilt från danska och engelska, används de extra bokstäverna b, c, d, h, x, y, z, w, æ, ø och å. Grönländskan använder symbolerna "..." och »...« som citattecken.

## Exempel på grönländska
- Johannesevangeliet 3:16:

Guutimmi silarsuaq ima asatigaa ernituani tunniussimallugu taassumunnga uppertoq kinaluunniit tammaqqunagu naassaanngitsumilli inooqqullugu.

("Så älskade Gud världen att han gav den sin ende son, för att de som tror på honom inte skall gå under utan ha evigt liv.")
- Artikel 1 i FN:s deklaration om de mänskliga rättigheterna:

Inuit tamarmik inunngorput nammineersinnaassuseqarlutik assigiimmillu ataqqinassuseqarlutillu pisinnaatitaaffeqarlutik. Silaqassusermik tarnillu nalunngissusianik pilersugaapput, imminnullu iliorfigeqatigiittariaqaraluarput qatanngutigiittut peqatigiinnerup anersaavani.

("Alla människor är födda fria och lika i värde och rättigheter. De har utrustats med förnuft och samvete och bör handla gentemot varandra i en anda av gemenskap.")